# Protapanteles enephes
Protapanteles enephes är en stekelart som först beskrevs av Nixon 1965.  Protapanteles enephes ingår i släktet Protapanteles och familjen bracksteklar. Arten är reproducerande i Sverige. Inga underarter finns listade i Catalogue of Life.